# Hideki Matsuoka
Hideki Matsuoka (松岡秀樹?, Matsuoka Hideki; Ichinomiya, 8 marzo 1968) è un giocatore di go giapponese.

## Biografia
Imparò il Go fin da piccolo e nel 1978 divenne insei della Nihon Ki-in. Il suo sensei è stato Masamitsu Tsuchida e nel 1987 superò l'esame da professionista. Raggiunse il grado massimo di 9° dan nel 2012. 
Nel 2009 ha raggiunto il traguardo delle 500 vittorie da professionista.

## Titoli
| Nazionali | Nazionali | Nazionali      |
| Torneo    | Vittorie  | Finalista      |
| --------- | --------- | -------------- |
| Okan      | 1 (2006)  | 2 (2001, 2007) |
| Totale    | 1         | 2              |